# 2019년 데이턴 총기 난사 사건
2019년 8월 4일 오전 1시 5분경 미국 오하이오주 데이턴에서 총기 난사 사건이 발생하였다. 총격이 시작된 지 30초 만에 경찰이 용의자를 사살하였다. 이 사건으로 10명이 사망하고 27명이 부상을 입었다.